# Joseph Heinrich von Schomacker
Joseph Heinrich von Schomacker (em russo:  Иосиф Андреевич Шомакер, transl. Iosif Andreyevich Shomaker; Riga, 31 de maio de 1859 — Radebeul, 17 de julho de 1931) foi um velejador russo, medalhista olímpico. Ele competiu nos Jogos Olímpicos de Verão de 1912 na classe 10 Metre e conquistou a medalha de bronze na disputa a bordo do Gallia II com Esper Beloselsky, Ernst Brasche, Karl Lindholm, Nikolay Pushnitsky, Aleksandr Rodionov e Philipp Strauch.
Depois de se mudar para a Saxônia, ele recebeu a cidadania do Reich Alemão. Na época de sua morte, ele era casado com von Mickwitz e morava na casa de aposentados de Niederlößnitz.